# Luma Grothe
Pour les articles homonymes, voir Grothe.
Luma Grothe est un mannequin brésilien. Elle est née en 1993 à Joinville (Santa Catarina).

## Biographie
Luma Grothe est l'égérie de L'Oréal,, et apparaît dans des campagnes pour Paco Rabanne. Elle a défilé pour les marques Vivienne Westwood, Burberry, Versace, Etam ou encore Victoria's Secret,.